# Hindština
Hindština (हिन्दी, někdy हिंदी, transliterováno hindī) je indoevropský jazyk, používaný především v severní a střední Indii. Je jedním z nejvíce užívaných jazyků v Indii, jejím nejrozšířenějším mateřským jazykem, a v současné době 3. nejužívanějším jazykem na světě z hlediska celkového počtu mluvčích. Je nejdůležitějším z 23 oficiálních jazyků země a mateřským jazykem pro cca 337 milionů lidí. Dalších přibližně 270 milionů Indů jím hovoří jako druhým jazykem.
Slovo hindština (hindí) je perského původu; v perštině znamená prostě indický.
Pojem hindština též často označuje spisovnou vrstvu hindustánštiny (někdy zvanou též kharí bólí), jež je předchůdcem spisovné hindštiny.

## Historie a rozšíření

### Historie
Hindština se vyvinula ze sanskrtu prostřednictvím středověkých jazyků zvaných prákrty. Protože nepanuje jednoznačná shoda o přesnějším datu vzniku novodobé hindštiny a dalších indických jazyků, za všeobecný počátek těchto jazyků se pokládá rok 1000 našeho letopočtu. Hindština vznikla na základě nářečí okolí Dillí. Hindská próza se začala formovat na začátku 19. století.
V průběhu téměř tisíc let trvajícího dominantního vlivu islámu, kdy muslimští panovníci ovládali většinu severní Indie v rámci Dillíského sultanátu a Mughalské říše hindština převzala mnoho perských a arabských slov. Veškerá arabská slovní zásoba do hindštiny přešla prostřednictvím perštiny a tudíž si neuchovala původní arabské hláskové znění. Persko-arabské vlivy zůstaly v hovorové hindštině, též zvané hindustání, která je tak velmi blízká urdštině (viz níže). Naproti tomu ve spisovné hindštině (doslova „čistá hindština“, šuddh hindí), prosazované do úředních písemností a učebnic, jsou tyto výpůjčky nahrazovány slovy ze sanskrtu, výsledný jazyk však působí uměle.
Hindština se často staví do protikladu k urdštině, což je standardizovaná podoba hindustánštiny, používaná coby úřední jazyk Pákistánu a též některých částí Indie. Základním rozdílem mezi oběma jazyky je to, že hindština používá písmo dévanágarí a odvozuje slovní zásobu ze sanskrtských kořenů; zatímco urdština používá upravené persko-arabské písmo nastalík a značná část její slovní zásoby pochází z perštiny a arabštiny. Pojmem urdština se též označují jiná nářečí hindustánštiny než spisovné indické jazyky. Kromě těchto odlišností lingvisté běžně považují hindštinu a urdštinu za tentýž jazyk.

### Rozšíření

mapa rozšíření hindštiny v USA

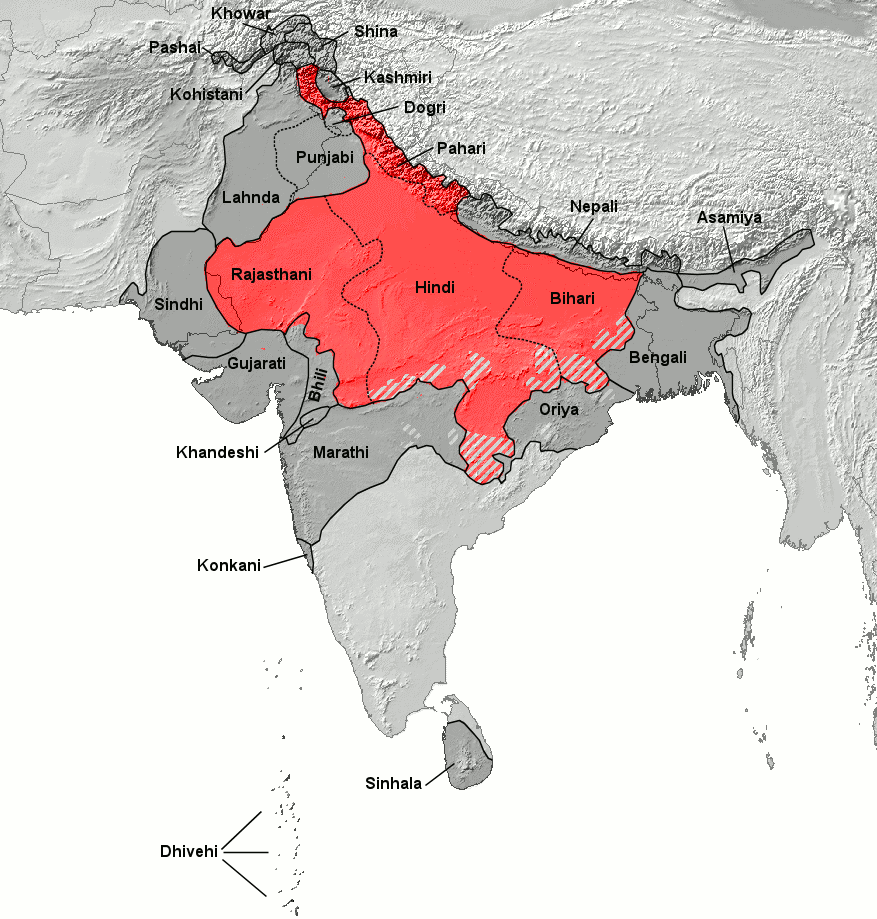
Hindština a další indické indoevropské jazyky

Hindština je nejvíce rozšířena ve státech a teritoriích tzv. hindského pásu: Džammú a Kašmír, Himáčalpradéš, Rádžasthán, Dillí, Harijána, Uttarákhand, Uttarpradéš, Madhjapradéš, Bihár, Džárkhand a Čhattísgarh. Hindština je velmi rozšířena i mimo tento pás, a to ve městech Bombaj, Čandígarh, Ahmadábád, Kalkata a Hajdarábád; všechna mají své vlastní jazyky, avšak žijí zde rozsáhlé komunity původem z jiných částí Indie.
Místní varianty hindštiny se považují za menšinové jazyky několika zemí, například států Fidži, Mauricius, Guyana, Surinam, Jihoafrická republika, Trinidad a Tobago, USA, Austrálie, Kanada, Nový Zéland, Velká Británie.
Vzhledem k neobyčejné podobnosti s urdštinou jsou si tyto dva jazyky většinou vzájemně dobře srozumitelné (podobně jako například čeština a slovenština), pokud mluvčí nepoužívají příliš odborné termíny, jež se v obou jazycích liší (urdština používá mnohem větší počet slov přejatých z arabštiny a perštiny). Některé prameny proto do počtu mluvčích zahrnují i mluvčí urdštiny.
Při obrovské populaci Indie je hindština jedním z nejrozšířenějších jazyků na světě. Podle sčítání obyvatel z roku 1991 je hindština mateřskou řečí asi 337 milionů Indů, tj. cca 40% tehdejší indické populace. Podle katalogu Ethnologue vydávaného společností SIL považuje spisovnou hindštinu (khariboli) za svou mateřskou řeč 180 milionů obyvatel Indie a dalších 300 milionů ji používá jako druhý jazyk. Za hranicemi Indie má hindština přibližně 8 milionů mluvčích v Nepálu; dále mimo jiné necelý milion v JAR, přes půl milionu na Mauriciu a přes tři sta tisíc v USA. Hindština se střídavě umisťuje na 2. a 3. místě v pořadí nejpoužívanějších jazyků světa.

### Úřední postavení
Indická ústava, přijatá roku 1950, prohlašuje hindštinu psanou písmem dévanágarí „úředním jazykem“ unie (článek 343(1)). Hindština je též uvedena jako jeden z 23 jazyků v Osmém dodatku, což jí dává statut úředního jazyka (je zastoupena v Komisi pro úřední jazyky). Ústava původně předpokládala, že hindština se do roku 1965 stane jediným jednacím jazykem ústřední vlády, přičemž vlády jednotlivých států si mohly zvolit vlastní jednací jazyky. K tomu však nedošlo, protože k oficiálním účelům se vedle hindštiny používá též angličtiny. V některých státech se totiž proti uvalení hindštiny na rodilé mluvčí ostatních jazyků zvedl značný odpor, především ve státě Tamilnádu, což vedlo k přijetí Zákona o úředních jazycích v roce 1963. Tento zákon umožnil na dobu neurčitou používání angličtiny k oficiálním účelům unijní vlády.
Hindština je též úředním jazykem těchto indických států a teritorií: Bihár, Čhattísgarh, Dillí, Džhárkhand, Harijána, Himáčalpradéš, Madhjapradéš, Rádžasthán, Uttarákhand a Uttarpradéš. Každý z těchto států si přitom může určit i druhý úřední jazyk; například v Uttarpradéši bývá takovým druhým jazykem urdština, podle momentálního rozložení politických sil. Obdobně několik dalších států používá jako svůj druhý oficiální jazyk hindštinu.

### Společenské postavení
Přestože unijní vláda vytrvale prosazuje rozšíření hindštiny, její úřední postavení se neodráží v jejím významu společenském. Tak jako v jiných jazykových skupinách jižní Asie jsou i vysoce postavení hindští mluvčí zdatní v používání angličtiny. Vzdělání v angličtině je základním předpokladem společenského postavení; proto v Indii nalezneme tolik soukromých škol, jež vyučují v angličtině. Angličtina zůstává výhradním jazykem vyšší inteligence v mnoha oblastech vědění, především v technice, medicíně a přírodních vědách, a to i navzdory četným diskuzím o nahrazování angličtiny hindštinou (jež ovšem v mnoha oblastech Indie představuje právě tak cizí jazyk).
Zřetelným odrazem skutečnosti, že vzdělaná indická elita hovoří plynně anglicky, je například malý objem hindštiny na internetu. A hindská verze Wikipedie má na konci června 2014 pouhých 12 300 hesel, zatímco např. česká téměř 300 000 článků.
Rozšíření hindštiny na neformální úrovni (např. mezi přáteli, kolegy v práci a v zábavě, filmu apod.) roste, dokonce i mezi nerodilými mluvčími. Hindštinu často používají k dorozumění mluvčí z rozdílných jazykových oblastí, zvláště tehdy, nepocházejí-li ze společenské vrstvy s dobrým přístupem ke kvalitnímu vzdělání v angličtině. Významnou roli v popularizaci hindštiny po celé Indii hraje hindský film a oblíbené hindské televizní seriály. Rozhlasová stanice BBC World Service začala vzhledem k tomuto růstu obliby již v roce 1940 vysílat zprávy v hindštině.

## Charakteristika
Hindština je analytičtější jazyk než sanskrt, má méně pádů, ale jistou míru ohýbání si zachovala. Slovosled je poměrně pevný a řadí hindštinu mezi SOV jazyky (subject – object – verb), tedy nejdříve podmět, pak předmět a nakonec sloveso. Fonetickou výbavu více méně sdílí s ostatními indoárijskými jazyky, významným rysem jsou přídechové varianty ražených souhlásek a zvláštní řada retroflexních hlásek t – th – d – dh – n.

## Abeceda a výslovnost

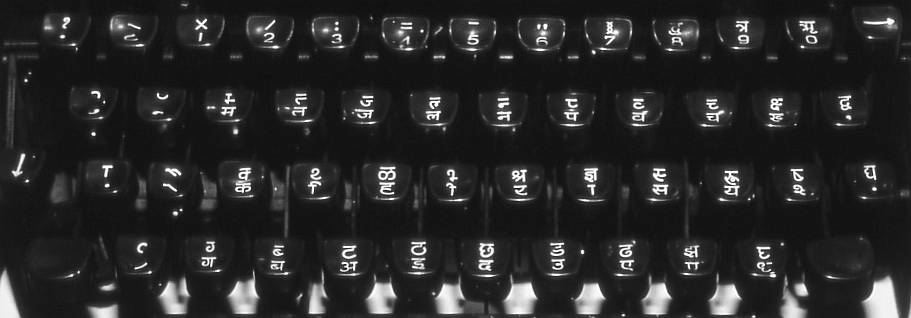
Hindský psací stroj

Hindština používá písmo dévanágarí, ve kterém každá souhláska obsahuje implicitní samohlásku a a případné jiné samohlásky se vyznačují diakritickými znaménky nad, pod, před nebo za souhláskou. Kromě toho existují i samostatné znaky pro samohlásky, které stojí na začátku slabiky.
Tradiční abecední pořadí písmen v dévanágarí a dalších příbuzných písmech je podle fonetických vlastností, tedy nejdříve samohlásky, pak souhlásky, nejdříve ražené v pěti řadách podle místa tvorby (ka, ča, ṭa, ta, pa), v rámci řady vždy dvojice neznělých (bez přídechu a s přídechem), dvojice znělých a odpovídající nosová souhláska. Nakonec přicházejí polosamohlásky, sykavky a ostatní.
Na rozdíl od sanskrtského pořadí se znaky anusvár (ं), anunásik (ँ) a visarg (ः) neřadí v abecedě za samohlásky, ale před ně. Např. ढंग ḍhang „způsob“ je v abecedě před ढाई ḍhāī „dva a půl“. Mezi sebou navzájem jsou rovnocenné, takže např. tato slova jsou v abecedním pořadí: अंकल ankal „strýc“ – अँग्रेज़ angrēz „Angličan“ – अंत ant „konec“. Podobně jsou si rovnocenné také souhlásky s tečkou a bez tečky, např. कंप्यूटर kampjūṭar „počítač“ – क़दम qadam „krok“ – कमरा kamrā „pokoj“. Virám (्) sám žádné abecední pořadí nemá, ale díky němu se vedle sebe ve slově ocitnou dvě souhlásky (ať už zobrazené s virámem, nebo jako spřežka). Implicitní samohláska अ se naopak do abecedního pořadí počítá bez ohledu na to, zda se vyslovuje. Protože samohlásky jsou v abecedním pořadí před souhláskami, řadí se shluky souhlásek nutně až na konec. Např. कहना kahnā „říci“ je ve slovníku před क्लास klās „třída“.
Níže uvedená transliterace vychází z mezinárodních zvyklostí při přepisování indoárijských jazyků v odborné literatuře. Přibližný český přepis výslovnosti je uveden pod ní.
| dévanágarí:      | ं      | ँ  | ः  | अ | आ | इ | ई | उ | ऊ | ऋ  | ए | ऐ  | ऑ | ओ | औ  | ्  | क | क़ | ख  | ख़  | ग | ग़  | घ  | ङ  | च | छ  | ज  | ज़ | झ   | ञ | ट | ठ  | ड | ड़ | ढ  | ढ़  | ण | त | थ  | द | ध  | न | प | फ  | फ़ | ब | भ  | म | य | र | ल | व | श | ष | स | ह |
| samohlásky po k: | कं     | कँ | कः | क | का | कि | की | कु | कू | कृ  | के | कै  | कॉ | को | कौ  | क् |   |   |    |    |   |    |    |    |   |    |    |   |     |   |   |    |   |   |    |    |   |   |    |   |    |   |   |    |   |   |    |   |   |   |   |   |   |   |   |   |
| transliterace:   | ṃ     | ~ | ḥ | a | ā | i | ī | u | ū | r̥  | e | ai | â | o | au |   | k | q | kh | x  | g | ğ  | gh | ng | c | ch | j  | z | jh  | ň | ṭ | ṭh | ḍ | ṛ | ḍh | ṛh | ṇ | t | th | d | dh | n | p | ph | f | b | bh | m | y | r | l | v | ś | ṣ | s | h |
| výslovnost:      | n/ň/m | ~ | h | a | á | i | í | u | ú | ri | é | æ  | á | ó | ɔ  |   | k | k | kh | ch | g | ch | gh | ng | č | čh | dž | z | džh | ň | t | th | d | r | dh | rh | n | t | th | d | dh | n | p | ph | f | b | bh | m | j | r | l | v | š | š | s | h |

- Implicitní samohláska a se ve skutečnosti vyslovuje někde mezi českým a a schwou (ə). Fonetická abeceda tuto hlásku označuje ʌ.
- Samohlásky ए (e) a ओ (o) jsou polodlouhé nebo dlouhé, protože však nemají krátké protějšky, mnohdy se přepisují do latinky jen jako e, resp. o. Některé prameny, které vysvětlují výslovnost hindštiny pomocí anglických slov, budí dojem, že tyto samohlásky jsou ve skutečnosti dvojhlásky (ei, resp. ou). To je chyba, jako dvojhlásky se vyslovovat nemají![3]
- Samohláska ऐ se po vzoru sanskrtu často přepisuje jako ai a ve slovech přejatých ze sanskrtu se vyslovuje jako dvojhláska [ʌi]. V dillíské hovorové hindštině se vyslovuje mezi českým a a e ([æ]). Na východě a jihu se vyslovuje jako dvojhláska [æe] až [ʌe].
- Samohláska औ se po vzoru sanskrtu často přepisuje jako au a ve slovech přejatých ze sanskrtu se vyslovuje jako dvojhláska [ʌu]. V dillíské hovorové hindštině se vyslovuje mezi českým a a o ([ɔ]; podobně se vyslovuje au např. i v anglickém slově automatic). Na východě a jihu se vyslovuje jako dvojhláska [ɔo] až [ʌo].
- Písmeno ऑ („čandra ó“) se někdy používá při fonetickém přepisu anglických slov do hindštiny. Označuje samohlásku v anglických slovech ball, law, modern, sorry apod. Tato samohláska se v angličtině vyslovuje jako otevřené dlouhé [ó], hindští mluvčí ji vyslovují blíže k dlouhému [á]. Písmeno ऑ tedy představuje spíše pravopisnou zvyklost než nějaký velký výslovnostní rozdíl oproti samohláskám, které existují v hindštině. Toto písmeno nelze zaměňovat za kombinaci písmena आ a znaku čandrabindu. आँ má zcela jiný význam (viz níže).
- Písmeno ऋ v sanskrtu označovalo slabikotvorné r, které se považovalo za samohlásku. V moderní hindštině se však vyslovuje jako slabika ri, v západních oblastech někdy ru. (Proto se také samotný název jazyka sanskrt přepisuje do angličtiny jako sanskrit.)
- Retroflexní (cerebrální) souhlásky ट, ठ, ड, ढ, ण se vyslovují tak, že se špička jazyka opře o tvrdé přední patro místo o zuby.
- Naopak řada odpovídajících zubových souhlásek त, थ, द, ध, न se vyslovuje více vepředu (větší kontakt jazyka se zuby) než české t, th, d, dh, n. Někdy se tedy tyto hlásky mohou blížit spíše znělému a neznělému anglickému th.
- Písmeno व (v) se vyslovuje mezi českým [v] a anglickou polosamohláskou [w]. Na konci slova se vyslovuje jako [o] ve dvojhlásce s předchozí samohláskou, např. देव dev [deo].
- Písmena श (ś) a ष (ṣ) se vyslovují [š]. V moderní hindštině mezi nimi není výslovnostní rozdíl. V sanskrtu se původně श vyslovovalo palatálně, blíže k [s], zatímco ष se vyslovovalo retroflexně, s jazykem opřeným o zadní část patra.[4]
- Sedm písmen s tečkou क़, ख़, ग़, ज़, ड़, ढ़, फ़ označuje hlásky, které v sanskrtu chybí a v původním dévanágarí pro ně chyběl znak. S výjimkou retroflexního ṛ a ṛh jsou to souhlásky přejaté z arabštiny. Mnozí pisatelé se neobtěžují tečku psát, tj. píší odpovídající znak bez tečky. Někteří mluvčí hindštiny mají problém tyto hlásky vyslovit, takže i v mluveném projevu splývají se svými netečkovanými protějšky. Mohou nicméně rozlišovat význam a ve správném projevu by tečka neměla chybět.[5]
- Znaménko ं se nazývá anusvár (अनुसवार) nebo bindu (बिंदु, tečka) a obvykle se jím vyznačuje připojení nosové souhlásky za slabiku, nad níž se objeví. V praxi to znamená, že se na konci slabiky objeví nosová souhláska ze stejné řady, jako je počáteční souhláska následující slabiky (např. před k se objeví ng, před b se objeví m atd.). V psaném textu se však stále ještě objevuje duální pravopis se zápisem příslušné nosové souhlásky, např. खंड i खण्ड (khand = díl, část v knize) a हिंदी i हिन्दी (hindī = hindský, hindština). Někdy plní anusvár funkci anunásiku.
- Znaménko ँ se nazývá anunásik (अनुनासिक), též čandrabindu (चंद्रबिंदु, měsíc-tečka) nebo čandrabindí (चंद्रबिंदी), a označuje nazalizaci samohlásky ve slabice, nad kterou se objeví. Ve spojení se samohláskami zapisovanými nad souhláskou se používá anusvár. Píšeme tedy हूँ (hū̃ = jsem) a माँ (mā̃ = máma), ale में (mẽ = v), मैं (mãi = já), नहीं (nahī̃ = ne) apod. Anunásik se často nahrazuje anusvárem, lze se tedy setkat i se slovy हूं a मां, a to jak ve starých, tak v nových tiskovinách.
- Znaménko ः se nazývá visarg (विसर्ग) a označuje přídech za slabikou, za níž se objeví.
- Znaménko ् se nazývá virám nebo halant a jeho připojení k souhlásce ruší inherentní a. V psaném textu se ale objevuje zřídka, protože pro zápis dvou a více po sobě jdoucích souhlásek se obvykle používají spřežky. (Až na pár výjimek vypadají jako první polovina první souhlásky plus celá druhá, takže obvykle není problém je přečíst.) Virám má však nezastupitelnou roli při zpracování hindštiny na počítači: uživatel zapíše třeba ka+virám+ša a teprve software zodpovědný za práci s fontem zařídí, že se místo těchto tří znaků objeví znak spřežky kša.
- Existují i případy, kdy se implicitní samohláska nevyslovuje, přestože není použit virám ani spřežka. Je to zejména na konci slova, a pak také ve druhém znaku (slabice), jestliže třetí znak obsahuje jinou než implicitní samohlásku nebo když se slovo skládá z více než tří znaků (slabik).
- Nosovky ङ (ng) a ञ (ň) se obvykle zapisují pomocí anusváru, takže tato písmena v hindském textu prakticky nepotkáme. Objevuje se však spřežka ज्ञ (džň), obvykle v původně sanskrtských slovech nějak souvisejících se slovesem „vědět“. Tento sanskrtský kořen odpovídá kořeni kn v anglickém know nebo gn v řeckém gnosis. V hindštině se ज्ञ vyslovuje [gj], tedy např. ज्ञान džňān („znalost“) se vyslovuje [gján].

## Gramatika

### Podstatná jména
Podstatná jména rozlišují rod mužský a ženský. Pravidla přiřazení slov k rodům jsou složitá, ale často platí, že jména rodu mužského končí na -आ -ā, ženského na -ई -ī. V množném čísle se mužské -आ -ā mění na -ए -e, ženské -ई -ī se mění na -इया -iyā(n). Příklady:
| जिला | jilā | okres | जिले  | jile   | okresy |
| नदी | nadī | řeka  | नदियां | nadiyā̃ | řeky   |

Podstatná jména rozlišují dva pády v jednotném čísle (přímý a nepřímý) a tři pády v množném čísle (přímý pád, nepřímý pád a vokativ). Nepřímý pád se vyskytuje většinou ve spojení se záložkami. Příklady:
|             | Jednotné číslo     | Množné číslo       |
| Přímý pád   | दरवाज़ा darvāzā dveře | दरवाज़े darvāze dveře |
| Nepřímý pád | दरवाज़े darvāze dveře | दरवाज़ों darvāzõ dveře |
| Vokativ     |                    | दरवाज़ो darvāzo dveře |

Podle tradiční indické gramatiky se za pády (vibhakti) považují i vazby podstatných jmen se záložkami (postpozicemi). Záložky se pojí s nepřímým pádem.
- का kā, की kī, के ke

Nahrazuje genitiv nebo přivlastňovací přídavné jméno. Volba záložky závisí na rodě a čísle přivlastněného podstatného jména. S podstatnými jmény rodu mužského v jednotném čísle a přímém pádě se používá záložka का kā, např. जापान का इरादा jāpān kā irādā „záměr Japonska“ (इरादा je rodu mužského). S podstatnými jmény rodu ženského se používá záložka की kī, jinak se používá के ke.
- को ko

Nahrazuje dativ nebo akuzativ. Označuje zasažený předmět.
- में mẽ „v“, „do“
- पर par „na“, „při“
- तक tak „až k“, „až do“, „až po“

Nahrazuje lokativ. Určuje místo na otázku „kde“ nebo „kam“.
- से se „od“, „z“, „s“

Nahrazuje ablativ. Vyjadřuje odluku, společenství („s někým / něčím“), určuje místo („odkud“) a čas („od kdy“) atd.
- ने ne

Tato záložka se používá s  původcem děje u přechodných sloves v dokonavých časech. Původce děje se odborně označuje též jako agens, proto se tato vazba nazývá agenciál nebo též ergativ.

### Zájmena
Ve 2. osobě se používají tři úrovně zdvořilosti. Zájmeno तू tū (2. osoba jednotného čísla) se používá při modlitbách jako oslovení boha, v poezii a směrem k malým dětem. Jinak je výrazem velké důvěrnosti nebo pohrdání. Zájmeno तुम tum (2. osoba množného čísla s významem čísla jednotného i množného) se používá ve vztahu ke sluhům, drobným obchodníkům, obyčejným venkovanům a obecně osobám nižšího společenského postavení; také k blízkým přátelům, kterým bychom v češtině tykali. Nejzdvořilejší je zájmeno आप āp, které se používá s 3. osobou množného čísla ve vztahu ke společensky výše postaveným osobám (včetně rodičů a prarodičů).
Zdvořilostní polohu má i užívání 3. osoby. Hovoříme-li ve 3. osobě o někom, koho si vážíme, tj. ve druhé osobě bychom pro něj použili zájmeno आप āp, ve 3. osobě pro něj použijeme množné číslo. I pokud jde jen o jednu osobu, použijeme tedy zájmeno वे vē a sloveso v množném čísle.
Používání osobních zájmen jako podmětu není povinné.
| मैं  | maĩ | já                                                                        |
| तू  | tū  | ty (používané zřídka, pouze mluvíme-li s dítětem či sluhou, nebo s bohem) |
| वह | vah | on, ona, ono                                                              |
| हम | ham | my                                                                        |
| तुम | tum | vy (odpovídá českému tykání, mluvíme-li s osobou sobě rovnou)             |
| वे  | ve  | oni, ony, ona                                                             |
| आप | āp  | Vy (zdvořilé vykání, srv. s německým Sie a s českým onikáním)             |

Chceme-li zdůraznit, že se v dané větě jedná o množné číslo, přidáme slovo लोग log, jehož základní význam je lidé, např. तुम लोग tum log. Do češtiny v tomto případě slovo लोग nepřekládáme.

### Číslovky
Na indických číslovkách je dobře vidět příbuznost hindštiny se slovanskými a ostatními indoevropskými jazyky.
| hindské jméno pro základní číslici | přepis  | číslice | český název |
| ---------------------------------- | ------- | ------- | ----------- |
| एक                                 | ek      | १       | jeden       |
| दो                                  | do      | २       | dva         |
| तीन                                 | tiina   | ३       | tři         |
| चार                                 | caara   | ४       | čtyři       |
| पांच                                 | paañaca | ५       | pět         |
| छह                                 | čha     | ६       | šest        |
| सात                                 | saata   | ७       | sedm        |
| आठ                                 | aaTha   | ८       | osm         |
| नौ                                  | nau     | ९       | devět       |
| दस                                 | dasa    | १૦      | deset       |

### Slovesa
Infinitiv má příponu -ना -nā. Slovesný kmen je část infinitivu bez této přípony.

#### Nedokonavé příčestí
Nedokonavé příčestí se používá k tvoření nedokonavého přítomného a minulého času. Tvoří se připojením přípony -ता -tā ke slovesnému kmeni, rozlišují jmenný rod a v mužském rodě také číslo. Např. sloveso बोलना bolnā „mluvit“ (příčestí lze zhruba přeložit českým přídavným jménem „mluvící“):
|            | Jednotné číslo | Množné číslo |
| Mužský rod | बोलता boltā      | बोलते bolte    |
| Ženský rod | बोलती boltī      | बोलती boltī    |

#### Dokonavé příčestí
Dokonavé příčestí se používá k tvoření minulého času dokonavého a trpného rodu ve všech časech. Končí-li slovesný kmen souhláskou, tvoříme příčestí připojením samohlásky.
|            | Jednotné číslo  | Množné číslo    |
| Mužský rod | बोला bolā mluvil  | बोले bole mluvili |
| Ženský rod | बोली bolī mluvila | बोलीं bolī̃ mluvily |

Končí-li kmen samohláskou (jinou než inherentním a), vkládá se souhláska y [j]:
| Infinitiv              | Kmen        | Mužské jednotné  | Ženské jednotné   | Mužské množné     | Ženské množné     |
| बोलना bolnā mluvit       | बोल bol mluv | बोला bolā mluvil   | बोली bolī mluvila   | बोले bole mluvili   | बोलीं bolī̃ mluvily   |
| बुलाना bulānā volat, zvát | बुला bulā vol | बुलाया bulāyā volal | बुलायी bulāyī volala | बुलाये bulāye volali | बुलायीं bulāyī̃ volaly |

Některá slovesa tvoří dokonavé příčestí nepravidelně (množné číslo ženského rodu, které získáme připojením anusváru, v tabulce neuvádíme):
| Česky       | infinitiv | transliterace | dokonavé příčestí    | transliterace                |
| dělat       | करना       | karnā         | किया, किए (किये), की       | kiyā, kie (kiye), kī         |
| jít, odejít | जाना        | jānā          | गया, गए (गये), गई (गयी) | gayā, gae (gaye), gaī (gayī) |
| dát         | देना        | denā          | दिया, दिए (दिये), दी       | diyā, die (diye), dī         |
| zemřít      | मरना       | marnā         | मुआ, मुए, मुई           | muā, mue, muī                |
| vzít        | लेना        | lenā          | लिया, लिए (लिये), ली       | liyā, lie (liye), lī         |
| být         | होना        | honā          | हुआ, हुए, हुई           | huā, hue, huī                |

Sloveso मरना marnā má též pravidelné tvary dokonavého příčestí मरा marā, मरे mare, मरी marī.
Sloveso जाना jānā tvoří pravidelné tvary जाया jāyā, जाए (जाये) jāe (jāye)"", जाई (जायी) jāī (jāyī) v některých vazbách, kde neplní funkci významového slovesa.
Dokonavé příčestí může mít význam přídavného jména. I zde se tato funkce obvykle zdůrazňuje připojením हुआ, हुए, हुई, např. लिखा हुआ पत्र likhā huā patra „napsaný dopis“, लिखी हुई पुस्तक likhī huī pustak „napsaná kniha“.

#### Pomocné sloveso होना
Pomocné sloveso होना honā „být“ v jednoduchém přítomném čase:
|          | Jednotné číslo     | Množné číslo         |
| 1. osoba | मैं हूं maĩ hū̃ já jsem | हम हैं ham haĩ my jsme |
| 2. osoba | तू है tū hai ty jsi  | तुम हो tum ho vy jste  |
| 3. osoba | वह है vah hai on je | वे हैं ve haĩ oni jsou  |

Záporný tvar नहीं nahī̃ je společný pro všechny osoby a obě čísla.
Tvary préterita (minulého času) slovesa होना jsou původně tvary příčestí minulého, proto jsou stejné pro všechny osoby, zato rozlišují mluvnický rod:
|            | Jednotné číslo | Množné číslo |
| Mužský rod | था thā byl      | थे thē byli   |
| Ženský rod | थी thī byla     | थीं thī̃ byly   |

Záporný tvar se tvoří částicí न na nebo नहीं nahī̃: मैं न था maĩ na thā „nebyl jsem“.

#### Nedokonavý přítomný čas
Nedokonavý přítomný čas vyjadřuje průběh děje nebo trvání stavu v přítomnosti a také charakteristické, obvyklé nebo pravidelné děje nebo stavy. Tvoří se analyticky pomocí jednoduchého přítomného času pomocného slovesa होना honā a nedokonavého příčestí významového slovesa. Zápor se tvoří částicí नहीं nahī̃. U záporných tvarů se obvykle vynechává pomocné sloveso. Příklady:
| Hindsky:       | वह चलता है ।     |
| Transliterace: | Vah caltā hai. |
| Doslova:       | On jdoucí je.  |
| Překlad:       | On jde.        |

| Hindsky:       | मैं नहीं चलता।         |
| Transliterace: | Maĩ nahī̃ caltā.   |
| Doslova:       | Já nejsem jdoucí. |
| Překlad:       | Nejdu.            |

#### Nedokonavý minulý čas
Nedokonavý minulý čas se tvoří stejně jako nedokonavý čas přítomný, k nedokonavému příčestí se připojí odpovídají tvar slovesa होना v minulém čase.
| Hindsky:       | वह चलता था ।     |
| Transliterace: | Vah caltā thā. |
| Doslova:       | On jdoucí byl. |
| Překlad:       | On šel.        |

#### Dokonavý minulý čas
Dokonavý minulý čas se tvoří dokonavým příčestím, často bez pomocného slovesa. Nepřechodná slovesa (nemají přímý předmět) používají nominativní vazby. Podmět se shoduje v rodě a čísle se slovesem:
| Hindsky | transliterace | překlad        |
| लड़का आया  | laṛkā āyā     | chlapec přišel |
| लड़की आयी  | laṛkī āyī     | dívka přišla   |
| लड़के आये  | laṛke āye     | chlapci přišli |
| लड़कियाँ आयीं | laṛkiyān āyī̃  | dívky přišly   |

Přechodná slovesa používají ergativní (agenciální) vazbu. Činitel děje je v agenciálu (ergativu) a sloveso se shoduje v rodě a čísle s předmětem (पत्र je rodu mužského, चिट्ठी je rodu ženského, obě slova znamenají dopis):
| Česky                | Hindsky       | Transliterace            |
| Rám napsal dopis.    | राम ने चिट्ठी लिखी।  | Rām ne ciṭṭhī likhī.     |
| Síta napsala dopis.  | सीता ने पत्र लिखा।  | Sītā ne patr likhā.      |
| Rám napsal dopisy.   | राम ने पत्र लिखे।  | Rām ne patr likhe.       |
| Síta napsala dopisy. | सीता ने चिट्ठियाँ लिखीं। | Sītā ne ciṭṭhiyān likhī̃. |

Jistou analogii představuje v češtině trpný rod, kde se také sloveso shoduje s pacientem, zatímco agens se musí být v jiném pádu než nominativu. V češtině je však tímto pádem instrumentál, nikoli zvláštní ergativní pád, a konatel děje už není považován za podmět věty (funkce podmětu a předmětu se vymění). Naproti tomu v hindské ergativní vazbě se konatel děje nadále považuje za podmět.
Je-li předmět vyjádřen pomocí záložky को, je sloveso vždy v jednotném čísle rodu mužského:
| Česky                             | Hindsky              | Transliterace                  |
| Síta napsala všechny tyto dopisy. | सीता ने इन सब पत्रों को लिखा। | Sītā ne in sab patrõ ko likhā. |

Sloveso je v jednotném čísle rodu mužského i v případě, že je předmět nevyjádřen:
| Česky                      | Hindsky                  | Transliterace                         |
| Chlapec řekl, že nic neví. | लड़के ने कहा कि वह कुछ नहीं जानता। | laṛke ne kahā ki vah kuch nahī̃ jāntā. |
| Dívka řekla, že nic neví.  | लड़की ने कहा कि वह कुछ नहीं जानती। | laṛkī ne kahā ki vah kuch nahī̃ jāntī. |

### Záložky
Záložky neboli postpozice jsou analogií předložek, které najdeme v jiných jazycích. Upřesňují vztah jmenné fráze k ostatním větným členům a nahrazují tak některé vymizelé pády. Historicky jde zřejmě o pádové koncovky, které byly v sanskrtu, ale odtrhly se a staly se samostatnými slovy.

### Slovosled
Výchozí slovosled je podmět – předmět – sloveso. Přívlastek se klade před podstatné jméno, které rozvíjí. Příslovečné určení obvykle stojí před slovesem nebo před předmětem, mnohdy ale také na začátku věty. Určení času se klade před určení místa. Záporky se zpravidla kladou před sloveso. Příklady:
| Hindsky:       | वह किताब है।       |
| Transliterace: | Vah kitāb hai.  |
| Doslova:       | Tamto kniha je. |
| Překlad:       | To je kniha.    |

## Slovní zásoba
Řada slov je perského a arabského původu. Např. kitāb (किताब, „kniha“) pochází z arabštiny. V moderním jazyce je také mnoho výpůjček z angličtiny, třeba „nádraží“ se řekne relvesteśan (रेलवेस्टेशन).

## Užitečné fráze
| Hindsky                               | Česky                      |
| Aapkaa swagat hai!                    | Vítejte!                   |
| Namaste!                              | Ahoj!                      |
| Aap kaise hain?                       | Jak se máš?                |
| Main achhaa hoon, dhanyavaad aur aap? | Mám se dobře, děkuji a ty? |
| Bahut samay se mile naheen!           | Dlouho jsme se neviděli!   |
| Aapkaa naam kyaa hain?                | Jak se jmenuješ?           |
| Mera naam ... hai                     | Jmenuji se ...             |
| Aap kahaan se hain?                   | Odkud jsi?                 |
| Main ... se hoon                      | Jsem z ...                 |
| Aapse milkar khushee huee!            | Rád tě poznávám!           |
| Shubh prabhaat!                       | Dobré ráno!                |
| Namaskaar!                            | Dobré odpoledne!           |
| Susandhyaa!                           | Dobrý večer!               |
| Shubh raatree!                        | Dobrou noc!                |
| Alvidaa!                              | Na shledanou!              |
| Aapkaa din shubh ho!                  | Hezký den!                 |
| Achhe se bhojan karein                | Dobrou chuť!               |
| Kyaa aap samajhte hain?               | Rozumíš?                   |
| Main samajhtaa hoon                   | Rozumím                    |
| Mujhe samajh naheen aataa             | Nerozumím                  |
| Haan / Naheen                         | Ano / Ne                   |
| Kyaa aap Angrezee bolte hain?         | Mluvíš anglicky?           |
| Kyaa aap Hindee bolte hain?           | Mluvíš hindsky?            |
| Haan thod'a sa                        | Ano, trochu                |
| Kshamaa keejie                        | Promiňte                   |
| Yah kitne kaa hain?                   | Kolik to je?               |
| Maaf keejie                           | Promiň                     |
| Krpya                                 | Prosím                     |
| Dhanyavaad!                           | Děkuji!                    |
| Aapkaa swaagat hai!                   | Nemáš zač!                 |
| Main tumse pyaar kartaa hoon          | Miluju tě                  |

## Vzorový text
Otče náš (modlitba Páně):
He hamaare pita. Jo svarg mein hain,
tera naam pavitr kiya jae,
tera raajy aae, teree ichchha jaise svarg mein hai,
vaise hee prthvee par bhee prree ho.
Hamaara pratidin ka
aahaar aaj hamen de,
aur hamaare aparaadh hamen kshama kar,
jaise ham bhee apane aparaadhiyon ko kshama karate hain,
aur hamen pareeksha mein na daal
parantu buraee se bacha. Aamen.

### Všeobecná deklarace lidských práv
| hindsky       | सभी मनुष्यों को गौरव और अधिकारों के मामले में जन्मजात स्वतन्त्रता और समानता प्राप्त है । उन्हें बुद्धि और अन्तरात्मा को देन प्राप्त है और परस्पर उन्हें भाईचारे के भाव से बर्ताव करना चाहिए ।                                                                               |
| transliterace | sabhī manuṣyõ ko gaurava aura adhikārõ ke māmale mẽ janmajāta svatantratā aura samānatā prāpta hai. unhẽ buddhi aura antarātmā ko dena prāpta hai aura paraspara unhẽ bhāīcāre ke bhāva se bartāva karanā cāhie. |
| česky         | Všichni lidé se rodí svobodní a sobě rovní co do důstojnosti a práv. Jsou nadáni rozumem a svědomím a mají spolu jednat v duchu bratrství.                                                                       |